# German War Art Collection
Die German War Art Collection (GWAC) ist ein Konvolut von Kunstwerken, die im Rahmen des German War Art Program ab 1946 konfisziert und in die Vereinigten Staaten von Amerika gebracht wurden.

## Geschichte
Gemäß den Vereinbarungen des Potsdamer Abkommens erhielt Gordon W. Gilkey, Captain der Air Force, von der US-Armee den Auftrag nach Werken zu suchen, die während des Nationalsozialismus entstanden waren, NS-Symbolik propagierten und eine potenzielle Bedrohung darstellten. Gilkey konfiszierte nachfolgend deutsche Kriegskunst, die sich zu diesem Zeitpunkt in Schloss Ringberg, Bad Aussee, Schloss Oberfrauenau und im Haus der Deutschen Kunst befand.
Insgesamt 8722 Objekte wurden am 20. März 1947 nach Washington, D.C. verschifft. Jahrzehnte lang befanden sich diese Werke in amerikanischen Depots und wurden in Armeemuseen ausgestellt.
6250 Objekte dieser German War Art Collection kehrten 1986 in die Bundesrepublik Deutschland zurück. Zwischen 300 und 400 Bilder verblieben in den USA.

## Sammlung
Unter den 8722 Objekten befinden sich zum größten Anteil Zeichnungen, aber auch Gemälde, Büsten und Druckgrafiken. 7000 Werke stammen von der „Staffel der bildenden Künstler“. Die Objekte wurden 1986 an das Bayerische Armeemuseum Ingolstadt gegeben. 1999 ging ein Teil in den Bestand des Deutschen Historischen Museums in Berlin und in den Bestand des Militärhistorischen Museums Dresden über.